# 横浜バンド

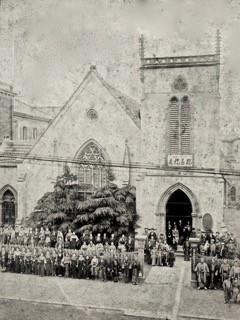
横浜バンド(日本基督公会)の15周年の記念撮影

横浜バンド（よこはまバンド）は、ジェームス・ハミルトン・バラ、サミュエル・ロビンス・ブラウンら宣教師たちに導かれて1872年に結成された日本基督公会のメンバー。

## 経緯
1859年10月、アメリカ長老派教会のジェームス・カーティス・ヘボン夫妻と1859年11月にアメリカ・オランダ改革派教会のサミュエル・ロビンス・ブラウンが神奈川に、同じくオランダ改革派の1861年11月にジェームス・ハミルトン・バラが横浜に着いた。しかし、キリスト教が禁止されていたために表だった伝道はできなかったので、日本語を習得して塾を開き、日本人青年を教育した。
ブラウン門下からは島田三郎・植村正久・押川方義・井深梶之助・本多庸一・熊野雄七・山本秀煌・奥野昌綱などキリスト教会で活躍した人材を輩出した。1864年にバラに日本語を教えていた矢野元隆が洗礼を受けた。
1871年年末から翌年第1週にかけて、横浜在住の外国人が福音同盟会の提唱する初週祈祷会を開き、1872年最初のプロテスタント教会が横浜に設立された。
同じ日に押川方義、篠崎桂之助ら9人がバラ宣教師から洗礼を受けた。この9名と以前に洗礼を受けていた2名の会員11人で、バラを仮牧師として教会は始まった。この日本初のプロテスタントの教会を日本基督公会といい、この集まりは横浜バンドと呼ばれる。この公会は純粋な福音信仰に立ち、無教派主義をとったとされているが、まったくの無教派であったわけではなく、改革派教会と長老派教会の合同した教会である。このプロテスタントの精神は後に加わった植村正久によって受け継がれた。またこれは公会主義として日本の合同教会で理想化されることになった。

## 主なメンバー

### 外国人宣教師

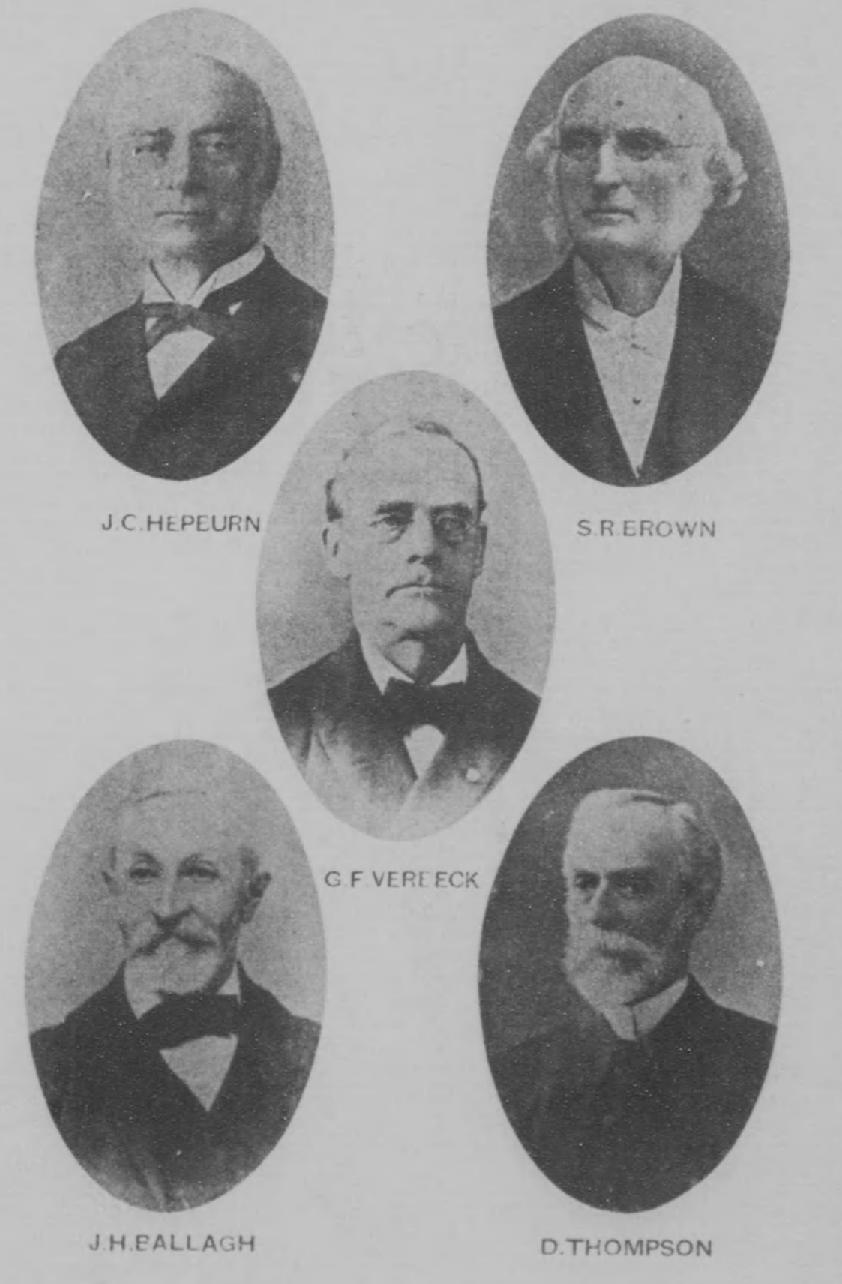
改革派の宣教師

- J・C・ヘボン
- D・タムソン
- S・R・ブラウン
- J・H・バラ
- メアリー・キダー

### 日本人信徒

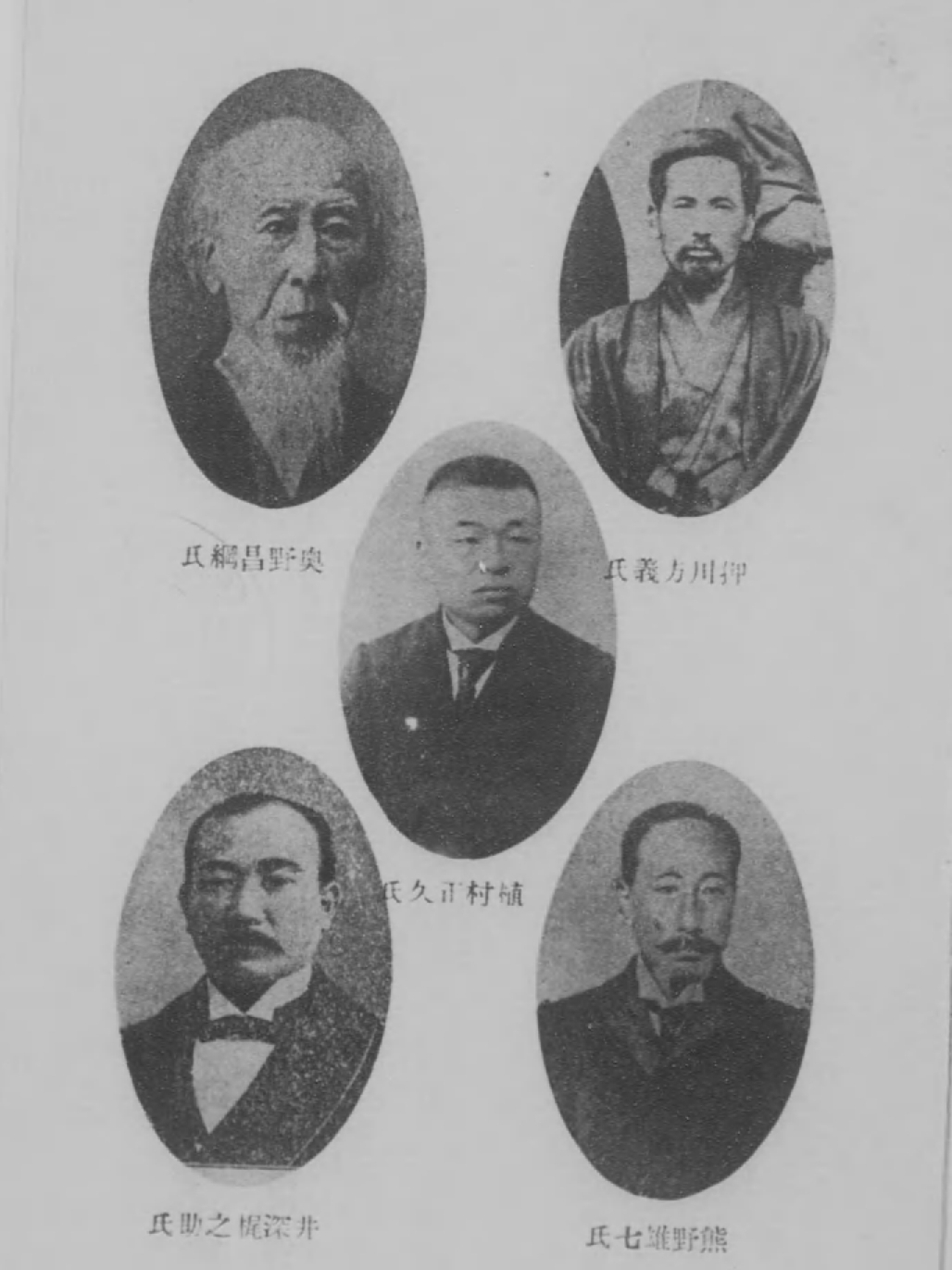
横浜バンド

- 島田三郎
- 植村正久
- 押川方義
- 井深梶之助
- 奥野昌綱
- 小川義綏
- 本多庸一
- 鈴木親長
- 稲垣信
- 篠崎桂之助
- 伊東友賢
- 熊野雄七
- 山本秀煌
- 雨森信成
- 藤生金六

## 三大バンド
- 横浜バンド（長老改革派）
- 熊本バンド（組合派）
- 札幌バンド（メソジスト派）

## その他のバンド

### メソジスト派
- 静岡バンド（デイヴィッドソン・マクドナルドの弟子）
- 弘前バンド（弘前公会）

### 長老派
- パーム・バンド（新潟公会）
- 築地バンド（クリストファー・カロザースの弟子）

### 会衆派
- 阪神バンド(大阪公会と神戸公会を合わせた呼び名)
- 神戸バンド(神戸公会、D・C・グリーンの弟子)
- 松山バンド(松山出身の同志社英学校の学生)
- 鳥取バンド(エステラ・コーの弟子)

### きよめ派
- 松江バンド（バークレー・バックストンの弟子）
- ホーリネス・バンド（日本ホーリネス教会）